# K'inich K'an Joy Chitam II
K'inich K'an Joy Chitam II  o Kan Joy Chitam II (Palenque, 2 de noviembre de 644-Toniná, c. 721) fue un ahau o gobernante maya del ajawlal o señorío de B'aakal, cuya sede era Lakam Ha', actualmente conocida como la zona arqueológica de Palenque, en el actual estado mexicano de Chiapas. Es también referido como Kan Xul II y K'an Hok' Chitam II. Su nombre puede ser traducido como Gran Pecarí Precioso o Pecarí Amarillo Atado.

## Nacimiento y entronización
Fue nieto de K'an Mo' Hix y Sak K'uk' e hijo de Pakal “el Grande” y Tz'akbu Ajaw.  De acuerdo a la cuenta larga del calendario maya nació el 9.10.11.17.0 11 ajaw 8 mak, es decir, el 2 de noviembre de 644. Fue hermano de su antecesor  K'inich Kan Balam II. Fue entronizado el 9.13.10.6.8 5 lamat 6 xul, es decir, el 30 de mayo de 702.
Joy Chitam mandó tallar un tablero en el Palacio de Palenque para plasmar su entronización. Se trata de una escena imaginaria en la cual su padre Pakal “el Grande” le entrega la diadema real, mientras que su madre, Tz'akbu Ajaw le entrega las insignias de guerra. Otro tablero que se resguarda en el museo Dumbarton Oaks, muestra otra escena imaginaria en la cual Joy Chitam danza personificado como el dios Chaahk mientras sus padres lo observan. Contrajo matrimonio con Ix Kinnuw Mat (o Hun K'Anleum), también conocida como la Señora Cormorán o Señora Telaraña.

## Campañas militares
Fue heredero de la guerra que inició su hermano contra el señorío de Po' Winiko' ob', en cuya sede principal Toniná, gobernaba K'inich B'aaknal Chaak, quien había jurado venganza en contra del señorío de B'aakal. En el año 711, Joy Chitam fue capturado por sus enemigos. No fue sacrificado conforme a las costumbres bélicas mayas, probablemente fue liberado en el 718, año en el que, según las inscripciones del tablero de K'an Tok, invistió a un sacerdote de nombre Janaahb' Ajaw, nieto de Pakal “el Grande”. Tras la derrota militar y la ausencia del ahau, el señorío de B'aakal perdió parte de su dominio en el oriente.
El monumento 122 descubierto en Toniná, muestra a Joy Chitam II como prisionero del señorío de  Po' Winiko' ob' señalando la fecha de su captura 9.13.19.13.3 13 ak'bal 16 yax, que equivale al 26 de agosto de 711. Se desconoce la fecha de su muerte, algunos mayistas, como David Freidel y Linda Schele, sugirieron que pudo haber sido asesinado o sacrificado por sus enemigos. Es probable que durante la época de su cautiverio, un personaje llamado Ux Yop Huun hubiese ejercido una especie de regencia en Lakam Ha' (Palenque).

## Obras arquitectónicas
Durante su gobierno construyó el Templo XIV, así como la galería que conecta la Casa “A” con la Casa “D” del Palacio de Palenque.